# 彭泰士
彭泰士（？—？），江蘇長洲（今蘇州）人，祖籍江西清江（今樟樹市），清朝政治人物，進士出身。

## 生平
光緒二十四年（1898年）登戊戌科進士。同年五月，以主事分部学习。